# Borgen Eltz

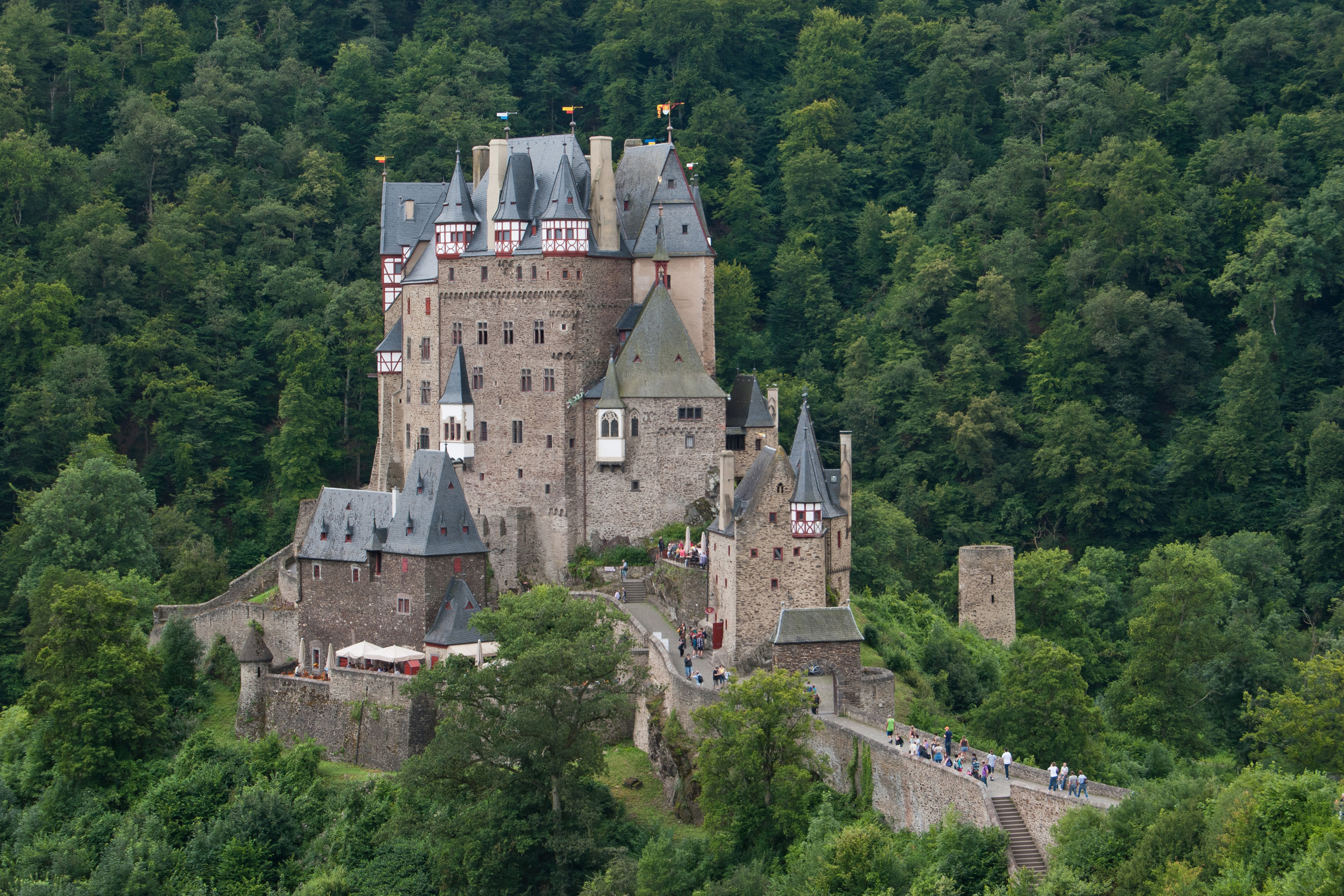
Borgen Eltz från nordost, augusti 2012

Borgen Eltz (tyska:Burg Eltz)  är en försvarsanläggning och ett museum som fortfarande ägs av samma adelssläkt som lät uppföra byggnaderna för cirka 900 år sedan. Den ligger i bergstrakten Eifel vid floden Elz i förbundslandet Rheinland-Pfalz i västra Tyskland.
Vattendraget som omger borgen på tre sidor är ett naturligt skydd. Det mynnar några kilometer sydost om borgen i Mosel och landskapet är täckt av skog. Byggnadsverket besöks varje år av cirka 200 000 personer och den avbildades på 500 D-mark-sedeln innan euron infördes.
Ätten Eltz nämns för första gången 1157 i en urkund som är undertecknad av Fredrik I Barbarossa där Rudolf von Eltz är ett vittne. Under 1200-talet delades borgen i tre delar som ägdes av adelssläktens tre linjer, Kempenich, Rodendorf och Rübenach. Över flera hundra år besöktes borgen av upp till 100 släktmedlemmar samtidigt. Sedan 1815 tillhör anläggningen endast linjen Eltz-Kempenich. Efter andra världskriget bor endast personalen en längre tid i borgens torn och ättens medlemmar vistas här bara tillfälligt.
Under den kalla årstiden utförs varje år renoveringar. Vid dessa upptäcktes under coronapandemin en gammal muralmålning som troligtvis blev övertäckt under 1800-talet.

## Byggnaden
Borgens äldsta delar är uppförd enligt den romanska stilen. Den centrala delen består av upp till 40 meter höga torn. De flesta torn är fyrkantiga men det finns även runda delar. Huset som beboddes av ätten Eltz-Rodendorf domineras av korsvirke med rött trä.